# Носаченко Андрій Васильович
Андрій Васильович Носаченко (1 грудня 1887 — † 9 березня 1965) — підполковник Армії УНР.

## Біографія
Народився в селі Іванівка (Циберманівка) Уманського повіту. Закінчив Уманську гімназію.
.

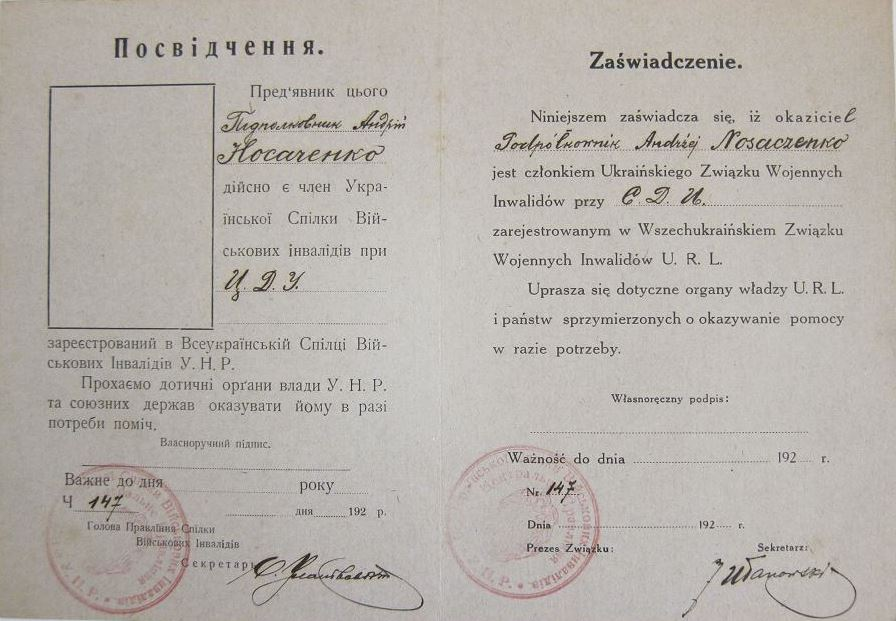
Посвідчення члена спілки інвалідів Армії УНР - підполковника Андрія Носаченка

Чугуївське військове училище (1911), вийшов підпоручиком до 151-го піхотного П'ятигорського полку, у складі якого брав участь у Першій світовій війні. Останнє звання у російській армії — штабс-капітан.
З 16 грудня 1917 р. — курсовий старшина Української збірної школи прапорщиків. З 1 серпня 1918 р. — помічник старшого діловода загальної частини Військового міністерства Української Держави, згодом — УНР. З 23 березня 1919 р. до 1923 р. — старший діловод загальної частини Військового міністерства УНР.
У 1940–1945 рр. — начальник канцелярії Військового міністерства УНР в екзилі.
З 1947 р. жив на еміграції у м. Дармштадт (Західна Німеччина), працював землеміром.
Помер та похований у Дармштадті.